# Okręgi wyborcze Islandii

Okręgi wyborcze w Islandii

Okręgi wyborcze Islandii – podział administracyjny Islandii, używany w celu przeprowadzenia wyborów do zgromadzenia ogólnego Althing. Kraj podzielony jest na sześć okręgów wyborczych, zgodnie z artykułem 31 Konstytucji Republiki Islandii i prawem wyborczym. Trzy z nich znajdują się w regionie stołecznym, a trzy na obszarach wiejskich i każdy z nich wybiera od 7 do 14 reprezentantów do parlamentu. Obecny podział na okręgi wyborcze został wprowadzony do konstytucji w 1999 roku, ale wcześniej kraj był podzielony na osiem okręgów wyborczych, a jeszcze wcześniej stosowano podział na hrabstwa (isl. sýslur) i miasta handlowe (isl. kaupstaðir) jako okręgi wyborcze.
Obecny podział został ustanowiony poprawką do konstytucji z 1999 roku i był próbą zrównoważenia wagi różnych okręgów kraju, w wyniku czego wyborcy w okręgach wiejskich mają większą reprezentację na mieszkańca niż wyborcy w Reykjavíku i jego przedmieściach. Nowy podział obejmuje trzy okręgi wiejskie (Północno-zachodni, Północno-wschodni i Południowy) oraz trzy okręgi miejskie (Północny Reykjavík, Południowy Reykjavík i Południowo-zachodni). Nierównowaga głosów między miastem a wsią nadal istnieje, a przepis prawa wyborczego stanowi, że jeśli liczba głosów na mandat parlamentarny w jednym okręgu spadnie poniżej połowy liczby głosów w innym okręgu, jeden mandat zostaje między nimi przeniesiony. Miało to miejsce trzykrotnie, w wyborach w 2007, 2013 i 2024 roku. Za każdym razem mandat był przenoszony z okręgu Północno-Zachodniego do okręgu Południowo-Zachodniego.
Okręgi wyborcze na Islandii (w nawiasie liczba mandatów z danego okręgu spośród 63 mandatów ogółem):
- Północny Reykjavík (Reykjavíkurkjördæmi norður) (11)
- Południowy Reykjavík (Reykjavíkurkjördæmi suður) (11)
- Północno-zachodni (Norðvesturkjördæmi) (7)
- Północno-wschodni (Norðausturkjördæmi) (10)
- Południowy (Suðurkjördæmi) (10)
- Południowo-zachodni (Suðvesturkjördæmi) (14)